# 片山氏癒齒鯛
片山氏癒齒鯛（学名：Symphysanodon katayamai），又名片山愈牙鮨、花鱸、紅魚，为輻鰭魚綱鱸形目鱸亞目癒齒鯛科癒齒鯛屬下的一个种，為亞熱帶海水魚，分布於西太平洋日本至印尼蘇拉威西東部海域，深度91-183公尺，體長可達20公分，棲息在岩石底質水域，生活習性不明。